# Haroldius herrenorum
Haroldius herrenorum là một loài bọ cánh cứng trong họ Bọ hung (Scarabaeidae).